# Partrederi
 Der er for få eller ingen kildehenvisninger i denne artikel, hvilket er et problem. Du kan hjælpe ved at angive troværdige kilder til de påstande, som fremføres i artiklen.

Et partrederi er en selskabstype, som kun kan anvendes af en række personer, der ejer et skib i fællesskab. Ejer man flere skibe sammen, er hvert enkelt skib et selvstændigt partrederi.  
Partrederne hæfter proratarisk i forhold til deres andel i skibet. På grund af denne hæftelse, har kreditorerne ikke nogen selskabsformue at søge sig fyldestgjort i. Hvis der opstår et krav, bliver kreditor derfor særkreditor hos hver enkelt partreder for dennes del af gælden. 
Partrederier er omfattet af Søloven - de fleste af reglerne er deklaratoriske. Der er dog en række præceptive bestemmelser, som for eksempel, at der skal vælges en bestyrende reder der repræsenterer rederiet. 
Det er ikke noget krav, at rederivirksomhed som omfatter flere deltagere, skal drive som et partrederi. De kan sagtens organisere sig som et I/S.
Partrederier er skattemæssigt transparente ligesom interessentskaber, og beskatningen foregår hos de enkelte partredere efter samme principper som for interessenter. 